# EchoStar 105/SES-11
EchoStar 105/SES-11 ist ein kommerzieller Kommunikationssatellit der Unternehmen SES S.A. in Luxemburg und EchoStar in den USA.

## Missionsverlauf
Der Satellit wurde am 11. Oktober 2017 mit einer Falcon-9-Trägerrakete vom Weltraumbahnhof Kennedy Space Center in eine geostationäre Umlaufbahn gebracht. Nach rund 36 Minuten Flug wurde er in der vorgesehenen supersynchronen Transferbahn ausgesetzt. Die erste Stufe der Falcon 9 war nach dem Start erfolgreich auf der Seeplattform Of course I still love you gelandet.

## Technische Daten
EchoStar 105/SES-11 ist dreiachsenstabilisiert und mit 24 Ku-Band- und 24 C-Band-Transpondern ausgerüstet. Er soll von der Position 105˚ West aus Nordamerika einschließlich Hawaii, Mexiko und die Karibik mit Telekommunikationsdienstleistungen und Fernsehen versorgen. Die Ku-Band-Nutzlast wird als EchoStar 105 exklusiv für EchoStar als Ersatz für AMC-15 verwendet, während die C-Band-Nutzlast als SES-11 den Satelliten AMC-18 ersetzen soll.
Der Satellit wurde auf Basis des Satellitenbus E3000 der Airbus Defence and Space gebaut und ist für mindestens 15 Jahre Betriebsdauer ausgelegt. Er sollte zunächst an der Position 142,5° West getestet werden.